# The Love You Save
Singles de The Jackson 5
 ABC
(1970) I'll Be There
(1970)
The Love You Save est un single des Jackson 5, produit par la Motown et sorti le 16 mai 1970. Il est extrait de leur album ABC (1970). Le titre a atteint la première place du Billboard Hot 100.
The Love You Save a notamment été interprétée lors de l'émission Motown 25: Yesterday, Today, Forever et lors des deux concerts Michael Jackson - 30th Anniversary Celebration. La chanson a également été chantée par Michael Jackson lors de ses trois tournées solo (Bad World Tour, Dangerous World Tour et HIStory World Tour).Elle été planifiée au programme de la tournée this is it
En face B du single se trouve I Found That Girl, avec Jermaine Jackson comme chanteur principal, autre titre de l'album ABC.